# Agaricaceae
Agaricaceae är en familj av basidiesvampar i ordningen skivlingar (Agaricales) som omfattar släktet champinjoner (Agaricus) samt basidiesvampar tidigare klassificerade i familjerna Lepiotaceae, Lycoperdaceae och Tulostomataceae. Familjen innehåller 85 släkten och 1 340 arter.